# Baun (Westtimor)

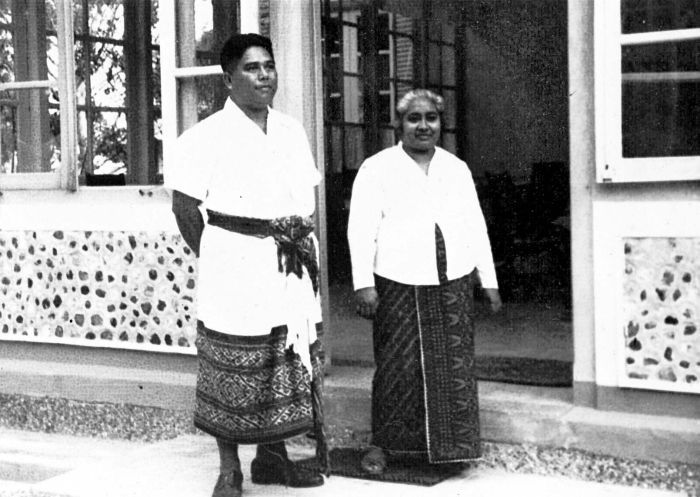
Hendrik Arnold Koroh, der Amarasi-Raja von Baun und seine Ehefrau (1949)

Baun ist ein indonesischer Ort im Desa Teunbaun (Distrikt Westamarasi, Regierungsbezirk Kupang, Provinz Ost-Nusa Tenggara). Er liegt im Südwesten der Insel Timor auf einer Meereshöhe von 254 m. Die Bevölkerung gehört mehrheitlich zur Ethnie der Atoin Meto, spricht aber mit Amarasi einen besonderen Dialekt des Uab Meto.
In Baun befindet sich die Residenz des Rajas der Amarasi. Bis 1962 war Amarasi noch ein selbstregiertes Territorium (Swapraja) innerhalb Indonesiens.